# Daniel Whitby
Daniel Whitby (Rushden, 24 marzo 1638 – 1726) è stato un teologo e biblista britannico, ordinato sacerdote nella Chiesa d'Inghilterra.
Polemizzando con i suoi contemporanei, difese la divinità di Gesù Cristo, la verità fattuale dei testi evangelici, la realtà della condizione infernale, l'autorità del Textus Receptus e la legittimità dell'ascesa al trono di Guglielmo III d'Inghilterra e di Maria II.
Lo scritto anonimo The Protestant Reconciler, a lui attribuito fin dal 1682, cercò una riconciliazione fra i non-conformati e la Chiesa d'Inghilterra. In un testo del 1714, rigettò l'autorità dei Padri della Chiesa in tema di esegesi biblica e di teologia trinitaria. Last Thoughts e la lettera di Samual Crellius, pubblicata in Anti-trinitarian Biography di Wallace nel 1850 mostrano un riavvicinamento all'Unitarianesimo, confermando gli orientamenti anticattolico ed anticalvinista, presenti fin dai primi scritti.

## Biografia
Dal 1631 al 1637, padre Thomas Whitby fu reggente della municipalità di Rushden, nel Northamptonshire. Quando divenne padre, si trasferì a Barrow-on-Humber, nel Lincolnshire, sempre come primo amministratore di tale centro urbano.
Dopo aver frequentato le scuole di Caster, nel Lincolnshire, il 23 luglio 1653 Daniel Whitby fu immatricolato al Trinity College di Oxford come cittadino comune e col cognome trascritto come Whitbie. Dopo aver vinto una borsa di studio il 13 giugno 1655, completò il Bachelor of Arts il 20 aprile 1657 e l'MA il 10 aprile 1660.
Quattro anni dopo fu eletto e iniziato al grado di compagno, mentre debuttava negli ambienti letterari come scrittore anticattolico, attaccando il monaco benedettino inglese Serenus de Cressy (1605-1674), convertitosi al cattolicesimo. Nel 1665, il teologo e sacerdote cattolico John Sergeant (1623-1710) replicò alla sua pubblicazione, ricevendo una controreplica l'anno successivo. 

Nel 1668 Seth Ward, vescovo di Salisbury, nominò Whitby cappellano, assegnandogli la prebenda di Yatesbury (il 22 ottobre) e quelle di Husborn-Tarrant e Burbage (il 7 novembre).
Nel 1669 divenne curato a vita della parrocchia di St. Thomas e rettore di quella di St. Edmund, a Salisbury. L'11 settembre 1672 si insediò come precentore della diocesi e due giorni dopo ottenne in una sola volta il Bachelor of Divinity e il Doctor of Divinity. Nel 1674, riprese l'attività di polemista nei confronti della Chiesa Cattolica, continuando tale filone di pubblicistica fino al 1689.
La pubblicazione anonima di The Protestant Reconciler, alla fine del 1682, recò un grave danno alla reputazione pubblica, poiché conteneva un appello a fare una serie di concessioni a favore dei Cristiani Riformati non-conformati, in vista di un loro possibile riavvicinamento alla Chiesa d'Inghilterra. Ne seguì una feroce polemica scritta, alla quale presero parte i chierici David Jenner (m. 1691) e Samuel Thomas, oltre al vescovo Lawrence Womock (1612-1686).
Gli scritti di Whitby, soprannominato Whigby, erano avversati da Titus Oates. Gli furono indirizzate un insieme di lettere ironiche di ringraziamento, dalle quali risulta un mittente di fede anabattisti.  L'Università di Oxford, riunitasi il 21 luglio 1683, condannò la proposizione secondo la quale "il dovere di non offendere un fratello debole è incompatibile con l'intera autorità umana di emanare leggi su materie non differenziate", ordinò che il libro di Whitby fosse bruciato nel cortile dell'ateneo. Il vescovo Seth Ward ottenne da Whitby una ritrattazione pubblica, che ebbe luogo il 9 ottobre 1683, alla quale seguì una seconda parte del  Protestant Reconciler, che sollecitava i dissidenti a conformarsi ai fedeli della Chiesa d'Inghilterra.
Nel 1689, si schierò a favore dell'incoronazione di Guglielmo III d'Inghilterra e di Maria II, sua moglie e cugina, dichiarandosi pronto a giurare fedeltà al nuovo re. Due anni più tardi, intervenne nella controversia sociniana pubblicando un trattato in latino sulla divinità di Cristo. Il 14 aprile 1696 ricevette la prebenda di Taunton Regis.
Negli ultimi anni di vita soffrì di problemi alla vista a causa dei quali dovette farsi assistere da un amanuense. Rimase lucido fino al'ultimo, conservando una vivida memoria. 
Si spense nella propria dimora nella notte del 24 marzo 1726, giorno del suo ottantottesimo compleanno.
Una parte degli studiosi ha qualificato il suo pensiero come una forma di arminianesimo, che tuttavia rigettò la dottrina del peccato originale di Adamo. Altri lo hanno assimilato ad una forma di postmillenarismo di impronta agostiniana, comunemente associato alle chiese calviniste e alleanze, in particolare alle chiese cristiane ricostruzioniste.

## Opere
La sua opera principale fu  'Paraphrase and Commentary on the New Testament ("parafrasi e commenti sul Nuovo Testamento"), iniziata nel 1688 e pubblicata nel 1700, la cui ultima edizione fu data alle stampe nel 1822. Philip Doddridge lo definì come il suo commento preferito fra quelli in circolazione al'epoca. Whitby si oppose alla fede nei tormenti infernali, riproposta dall'arcivescovo anglicano John Tillotson, e definì la fede come un mero assenso alla veridicità dei fatti esposti nei Vangeli. 
Nel 1710, l'opera Examen variantium Lectionum Johannis Milli difese l'autorità del Textus Receptus in relazione alle trentamila varianti testuali presentate da John Mill nell'edizione del Nuovo Testamento. Whitby affermò che le varianti di lettura introdotte da Mill mettevano a rischio la coerenza interna del Nuovo Testamento, mentre si trovò d'accordo con questi nell'interpretazione di 1 Timoteo 3:16, contrapponendosi alle tesi di Ugo Grozio,
La critica del Mill fu ripresa da Anthony Collins e, nel 1724, uscì in ristampa a Leida a cura del classicista Sigebert Haverkamp.
Fra il 1710 e il 1711, Whitby fu impegnato a confutare le posizioni calviniste di John Edwards. Nel 1710 scrisse il Discourse on the Five Points ("Discorso sui cinque punti"  del calvinismo), al quale ribatté dapprima il battista inglese John Gill nel 1735 con God and Truth ("Dio e verità"), e, successivamente, il congregazionalista americano Jonathan Edwards con The Freedom of the Will ("La libertà della volontà"), pubblicato nel 1754.
Durante la controversia bangoriana, sorta fra il 1714 e il 1718 in seno alla Chiesa d'Inghilterra, firmò alcune opere in difesa di Benjamin Hoadly. Le critiche a George Bull e Daniel Waterland in difesa della divinità di Gesù Cristo furono influenzate dal trattato di Samuel Clarke pubblicato nel 1712. simili affermazioni erano già state condivise dallo stesso Whitby nel 1691 e ribadite nuovamente nel commento neotestamentario del 1703.

Tuttavia, nel 1714 pubblicò una dissertazione che rigettava l'autorità dei Padri della Chiesa come fonte di interpretazione della Sacra Scritture ovvero idonea dirimere controversie inerenti alla Trinità. Pervenne a questa posizione teologico per effetto del suo antagonismo alle argomentazioni di Henry Dodwell (1641-1711), che aveva negato dell'immortalità naturale dell'anima creata. anche questo te,ma fu ripreso al'interno delle critiche dirette contro Bull (nel 1718) e contro Waterland (nel 1720-1721).
Last Thoughts, uscita postuma nell'aprile 1727, rivelò il grado del suo allontanamento dalla dottrina convenzionale nell'ambito di quella che Whitby descrisse come una "ritrattazione", che mostrava "chiaramente il suo unitarianismo".